# Спускові пристрої

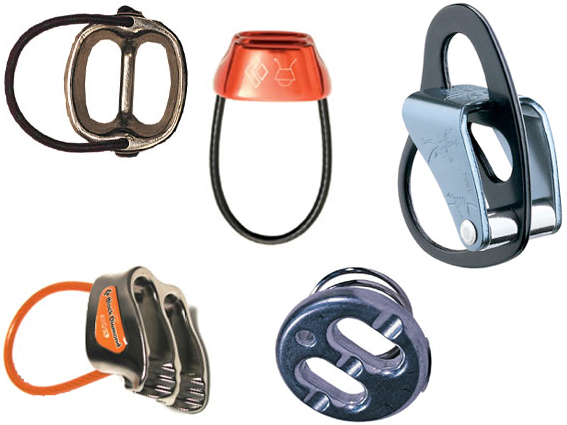
Різного роду спускові пристрої

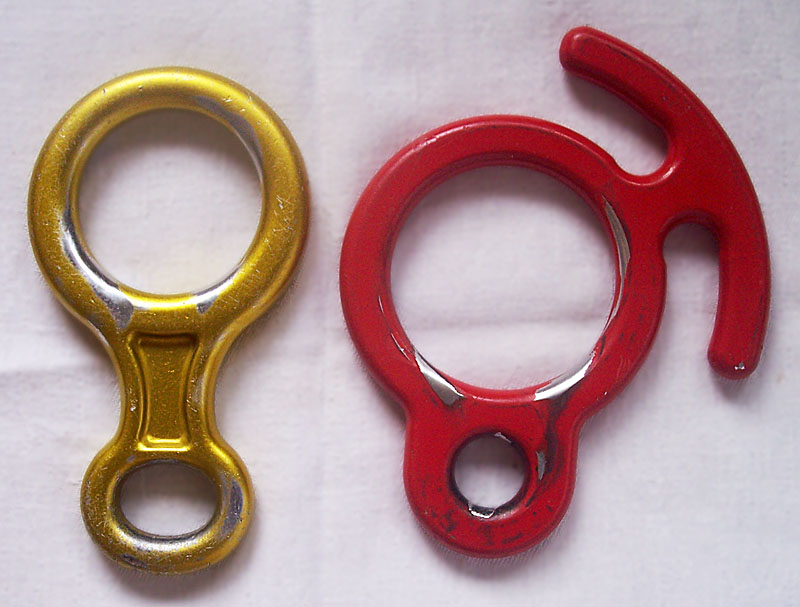
Спускові пристрої: вісімка (ліворуч) і вісімка з рогами (праворуч)

Спусковий (гальмівний) пристрій — спеціальне пристосування для спуску (дюльфером) по  мотузці, що застосовується в альпінізмі. Страховка забезпечується створенням додаткового тертя при проходженні мотузки через елементи пристрою.

## Матеріали
Спускові пристрої виготовляються з легких сплавів литтям або фрезеруванням. В  промисловому альпінізмі, де вага не є критичною, спускові пристрої можуть виготовлятися із сталі.

## Види
Існує велика кількість спускових пристроїв, серед яких можна виділити:
- Вісімка — найбільш простий пристрій.
- Пелюстка (пристрій).
- Грі-грі (пристрій).
- I'D — найбільш безпечний пристрій, що гальмує при перевищенні допустимої швидкості спуску.
- Реверсо.
- Драбинка (пристрій).
- Комашка (пристрій).
- Шайба Штіхта.
- Клин (пристрій).
- Tuba — дозволяє здійснювати тривалі спуски з проходженням вузлів.
- Cinch — самостопорний спусковий пристрій, що дозволяє в тому числі при необхідності піднімати себе піджумаріванням.

та ін

## Різноманітні спускові пристрої

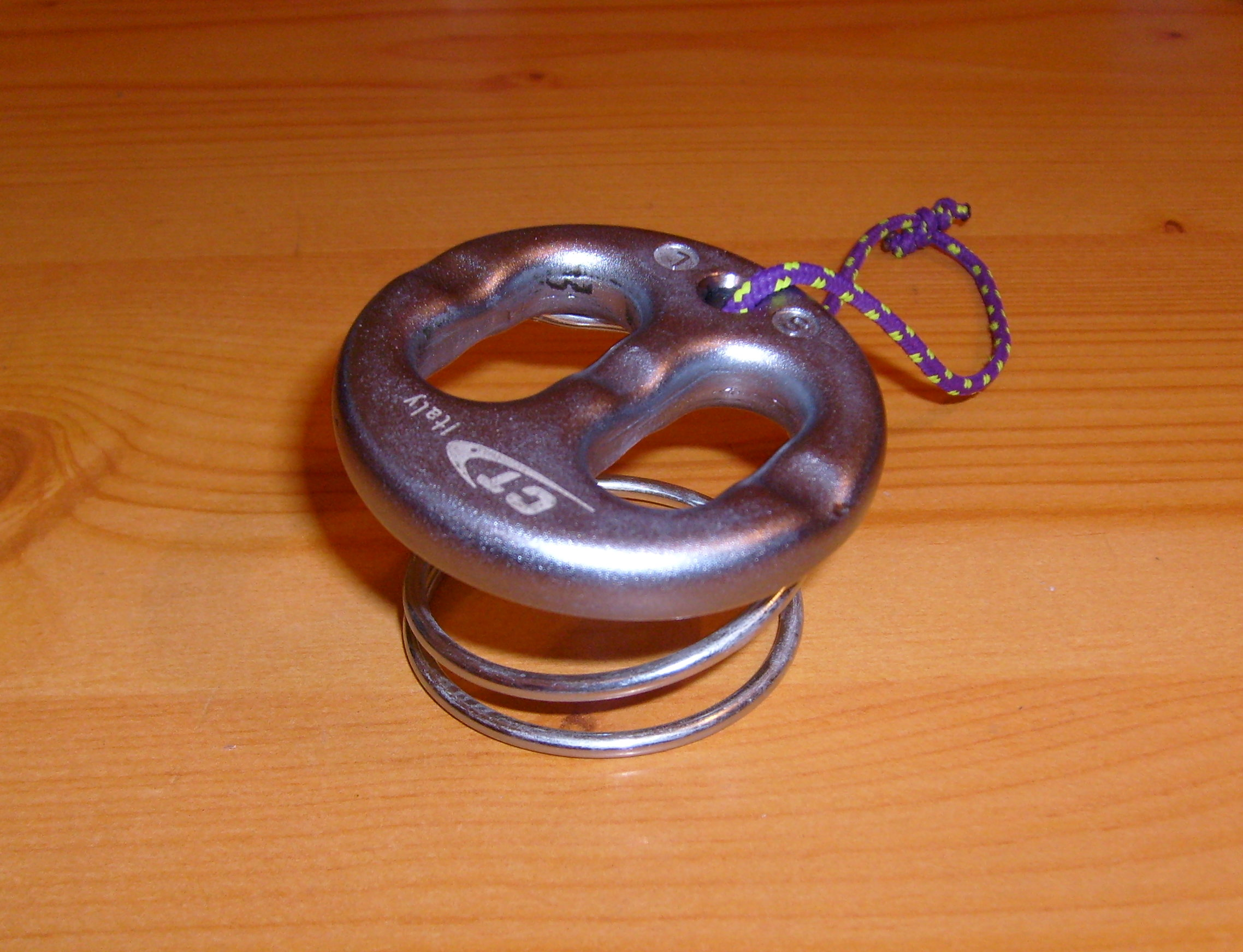
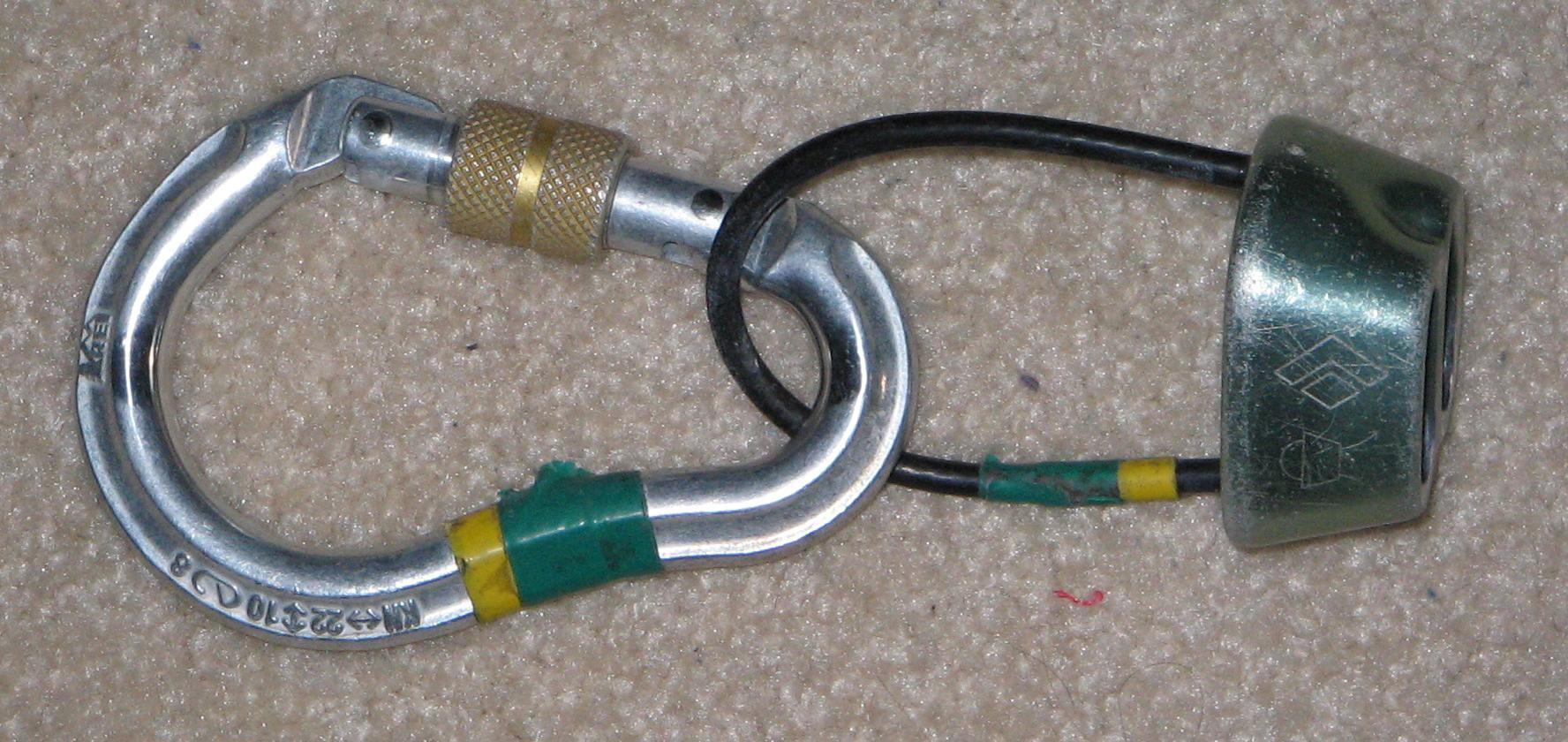
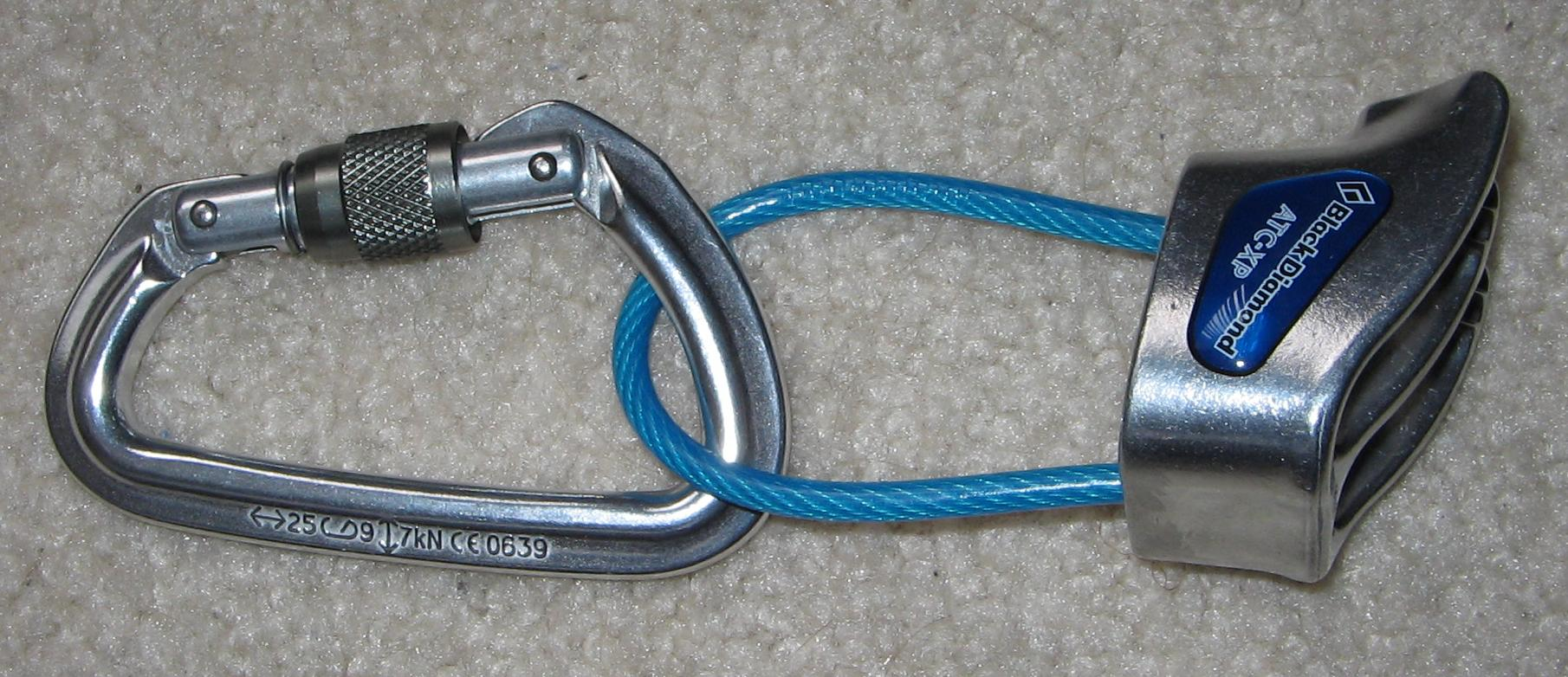
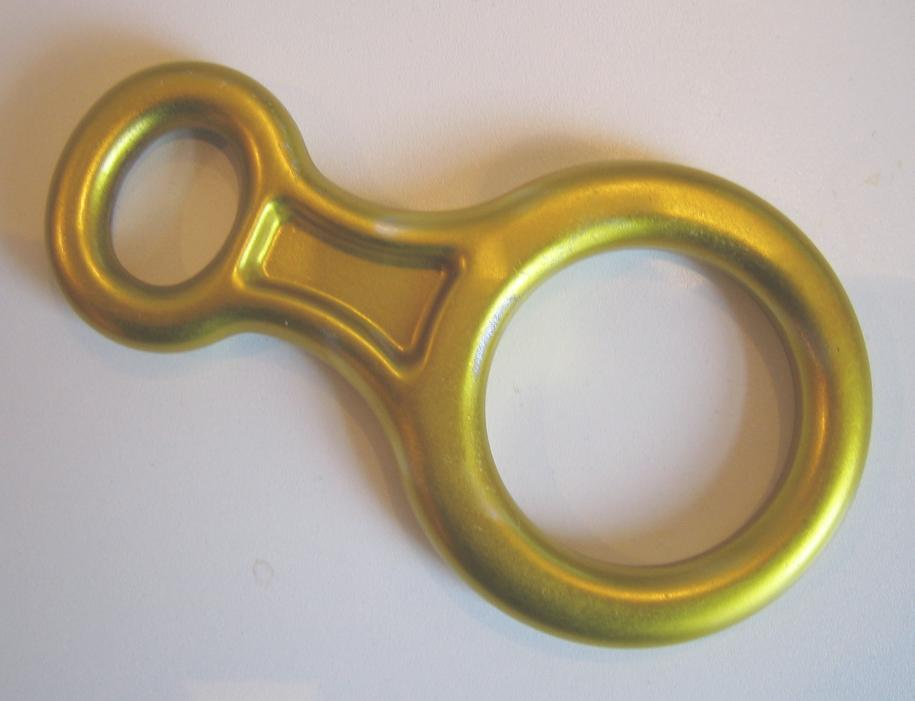
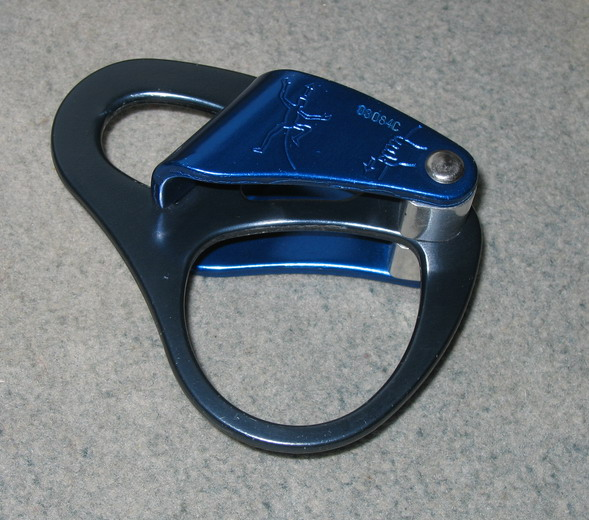
Реверсо
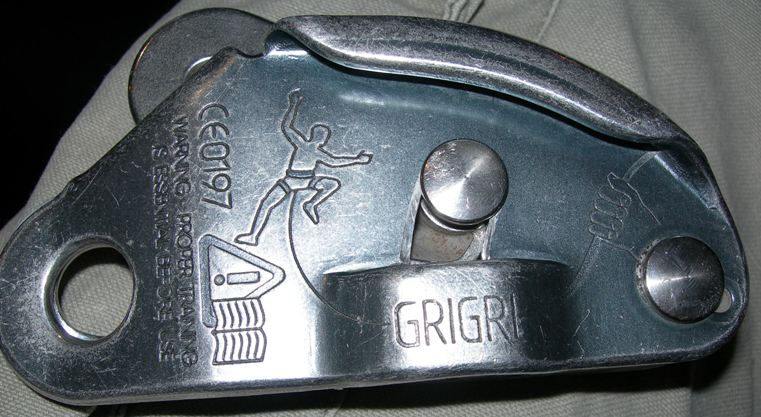
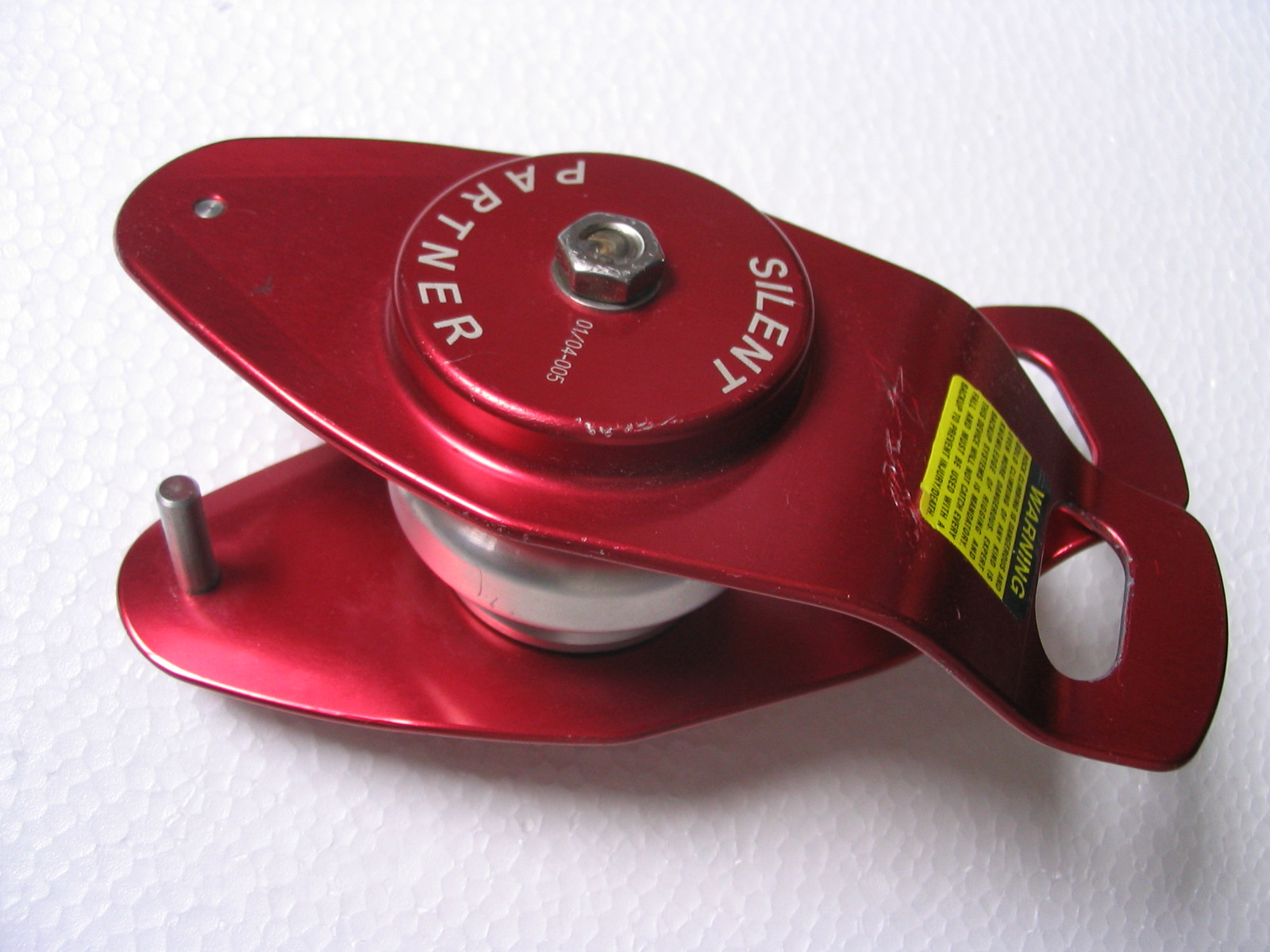

## Ресурси Інтернету
- Вікісховище має мультимедійні дані за темою: Спускові пристрої
- Interactive Belay Device Buying Guide
- Rock Climbing Belay Device — reviews and general information
- Belay Device for Rock Climbing — How To Choose
- Collection of Sticht plates [Архівовано 3 липня 2012 у Wayback Machine.]